# هيرفي ألين
هيرفي ألين (بالإنجليزية: Hervey Allen)‏ (8 ديسمبر 1889، بيتسبرغ في الولايات المتحدة - 28 ديسمبر 1949 في الولايات المتحدة)؛ شاعر، كاتب، مدرس وروائي أمريكي.

## روابط خارجية
- هيرفي ألين على موقع الموسوعة البريطانية (الإنجليزية)
- هيرفي ألين على موقع إن إن دي بي (الإنجليزية)